# Sarcorhachis convallariodorum
Sarcorhachis convallariodorum là một loài thực vật có hoa trong họ Hồ tiêu. Loài này được (C. DC.) Steyerm. miêu tả khoa học đầu tiên năm 1971.